# Martin Hoffmann (Eishockeyspieler)
Martin Hoffmann (* 15. Mai 1984 in Bergen auf Rügen) ist ein ehemaliger deutscher Eishockeyspieler, der unter anderem für die Eisbären Berlin, Hamburg Freezers und Iserlohn Roosters in der Deutschen Eishockey Liga (DEL) aktiv war. Im Anschluss an seiner Spielerkarriere schlug er eine Trainerlaufbahn ein. Seit der Saison 2023/24 coacht er den HC Landsberg in der Bayernliga.

## Karriere
Martin Hoffmann begann seine Karriere 2000 bei den Eisbären Juniors Berlin in der Deutschen Nachwuchsliga. In der Saison 2002/03 kam er auch zu ersten Einsätzen in der Deutschen Eishockey Liga für die Eisbären Berlin. Bis 2005 war der Verteidiger weiterhin in Berlin aktiv, bevor er zum Ende der Spielzeit 2004/05 zu den Hamburg Freezers wechselte. Im Sommer 2005 unterschrieb Hoffmann dann einen Vertrag bei den SERC Wild Wings in der 2. Bundesliga. Dort blieb er zwei Jahre, ehe er sich dem EV Landsberg anschloss. Im Rahmen der Kooperation mit den Iserlohn Roosters kam er auch zu einem Spiel in der DEL für die Sauerländer. 
In der Saison 2008/09 stand Hoffmann beim EV Ravensburg unter Vertrag, absolvierte aufgrund einer Schulterverletzung nur 14 Spiele für die Tower Stars. Im April 2009 wurde er von den Dresdner Eislöwen verpflichtet, erhielt aber aufgrund der Verletzung vorerst nur einen Probevertrag. Nach Ablauf des Probevertrags und 15 Spielen für die Eislöwen kehrte er zum EV Landsberg in die Oberliga zurück, ehe er weiter zum ESV Kaufbeuren wechselte. Im Jahr darauf schloss er sich den Memmingen Indians in der Bayernliga an.
Nach der Saison 2016/17 beim HC Landsberg beendete er seine Karriere und wurde ab etwa 2019 Nachwuchstrainer beim selben Verein. Im April 2023 wurde er zum Cheftrainer der ersten Mannschaft benannt, die in der Regionalliga antritt. Im April 2025 verlängerte er seinen Vertrag um weitere zwei Jahre.

## Erfolge und Auszeichnungen
- 2004 Aufstieg in die Oberliga mit den Eisbären Juniors Berlin

## Karrierestatistik
(Legende zur Spielerstatistik: Sp oder GP = absolvierte Spiele; T oder G = erzielte Tore; V oder A = erzielte Assists; Pkt oder Pts = erzielte Scorerpunkte; SM oder PIM = erhaltene Strafminuten; +/− = Plus/Minus-Bilanz; PP = erzielte Überzahltore; SH = erzielte Unterzahltore; GW = erzielte Siegtore; 1 Play-downs/Relegation; Kursiv: Statistik nicht vollständig)